# Breuil-Bois-Robert
Breuil-Bois-Robert är en kommun i departementet Yvelines i regionen Île-de-France i norra Frankrike. Kommunen ligger i kantonen Guerville som tillhör arrondissementet Mantes-la-Jolie. År 2022 hade Breuil-Bois-Robert 764 invånare.

## Befolkningsutveckling
Antalet invånare i kommunen Breuil-Bois-Robert
| Referens: INSEE |